# Damarachloris primaevus
La damaracloride (Damarachloris primaevus) è un mammifero afroterio estinto, probabilmente appartenente ai crisocloroidei. Visse nell'Eocene medio (circa 48-41 milioni di anni fa) e i suoi resti fossili sono stati ritrovati in Namibia.

## Descrizione
Questo animale doveva essere un piccolo mammifero insettivoro simile alle attuali talpe dorate africane (gen. Chrysochloris). È noto solo per frammenti della dentatura, ma possiede alcune caratteristiche peculiari. I trigonidi sui molari inferiori erano compressi come nelle attuali talpe dorate, ed erano alti, finendo per intersecarsi con depressioni nel palato situate tra i protoconi dei molari superiori, anch'essi compressi e sostenuti da robuste radici (come avviene nelle attuali talpe dorate). Vi era inoltre la presenza di un rilievo postpalatino, e le radici dei molari inferiori erano inclinate ad angoli differenti. Tuttavia, i talonidi dei molari inferiori erano tricuspidati (con un grande ipoconide, un ipoconulide e un entoconide moderatamente sviluppato). La cristide obliqua era allungata e discendeva dall'ipoconide fino alla metà della corona alla base del trigonide. Nei molari superiori il paracono e il metacono erano distinti, ma strettamente uniti l'uno all'altro, e l'uncino parastilari era piccolo.

## Classificazione
La morfologia dei denti superiori e inferiori di Damarachloris indica possibili parentele con i crisocloroidei, ma sembrerebbe indicare che le origini di questo gruppo di mammiferi siano piuttosto lontane da quelle di altri Afroinsectiphila (il gruppo nel quale sono solitamente incluse le talpe dorate africane). 
Damarachloris primaevus venne descritto per la prima volta nel 2019, sulla base di resti fossili ritrovati nella zona dello Sperrgebiet, in Namibia, in terreni risalenti all'Eocene medio.